# Austrolestes insularis
Austrolestes insularis är en trollsländeart som beskrevs av Tillyard 1913. Austrolestes insularis ingår i släktet Austrolestes och familjen glansflicksländor. Inga underarter finns listade i Catalogue of Life.